# Glutaronitril
Glutaronitril ist eine chemische Verbindung aus der Gruppe der Nitrile.

## Gewinnung und Darstellung
Glutaronitril kann durch Reaktion von 1,3-Dichlorpropan mit Kaliumcyanid in Acetonitril in Gegenwart eines Phasentransferkatalysators gewonnen werden.

## Eigenschaften
Glutaronitril ist eine brennbare, schwer entzündbare, farblose bis gelbliche, klare, geruchlose Flüssigkeit, die löslich in Wasser ist. Sie kommt in mehreren isomeren Formen vor. Im festen Zustand kommt auch eine metastabile Modifikation vor.

## Verwendung
Glutaronitril kann zur Herstellung von Dicarbonylverbindungen verwendet werden.